# Viviana Acosta
Viviana Acosta (Bogotá, Colombia, 11 de diciembre de 1998) es una futbolista colombiana, juega como defensa y su equipo actual es el Independiente Santa Fe de la Liga Profesional Femenina de Colombia. 
Ha sido llamada para la Selección femenina de fútbol sub-17 de Colombia, donde participó en el Sudamericano Sub-17 de 2013 logrando la clasificación para el Mundial Sub-17 de 2014 que se disputó en Costa Rica. Además hizo parte de la Selección Femenina de fútbol sub-20 que participó en el Sudamericano Sub-20 de 2015, realizado en Brasil, en el Sudamericano Sub-20 de 2018, realizado en Ecuador y en los Juegos Suramericanos de 2018 que se disputaron en Cochabamba. También ha competido varias veces con la Selección Bogotá
Logró anotar un gol en la primera liga femenina de Colombia de 2017 en el partido de vuelta de la semifinal contra el Atlético Bucaramanga, también participó en la Copa Libertadores Femenina de ese mismo año.

## Gol 800
El día 15 de agosto de 2019 jugando para Millonarios, Acosta anotó el gol Nº 800 de la Liga Profesional Femenina en el partido válido por la fecha 6 del grupo B, al minuto 3' del encuentro ante el Club La Equidad.

## Clubes
| Club                   | País     | Año           |
| Future Soccer          | Colombia | 2013 - 2016   |
| Independiente Santa Fe | Colombia | 2017 - 2018   |
| Millonarios            | Colombia | 2019          |
| América de Cali        | Colombia | 2019          |
| Independiente Santa Fe | Colombia | 2020-2022     |
| Deportivo Cali         | Colombia | 2022-2022     |
| Independiente Santa Fe | Colombia | 2023-presente |
| ---------------------- | -------- | ------------- |

## Palmarés

### Títulos nacionales
| Título        | Club                   | País     | Temporada |
| ------------- | ---------------------- | -------- | --------- |
| Liga Femenina | Independiente Santa Fe | Colombia | 2017      |
| Liga Femenina | Independiente Santa Fe | Colombia | 2020      |
| Liga Femenina | Independiente Santa Fe | Colombia | 2023      |